# Chūō-ku (Kumamoto)
Pour les articles homonymes, voir Chūō-ku.
Chūō (中央区, Chūō-ku) est l'un des cinq arrondissements de la ville de Kumamoto au Japon. Il est situé au centre de la ville.
En 2016, sa population est de 186 656 habitants pour une superficie de 25,45 km2, ce qui fait une densité de population de 7 330 hab./km2.

## Histoire
L'arrondissement a été créé en 2012 lorsque Kumamoto est devenue une ville désignée par ordonnance gouvernementale.

## Lieux notables

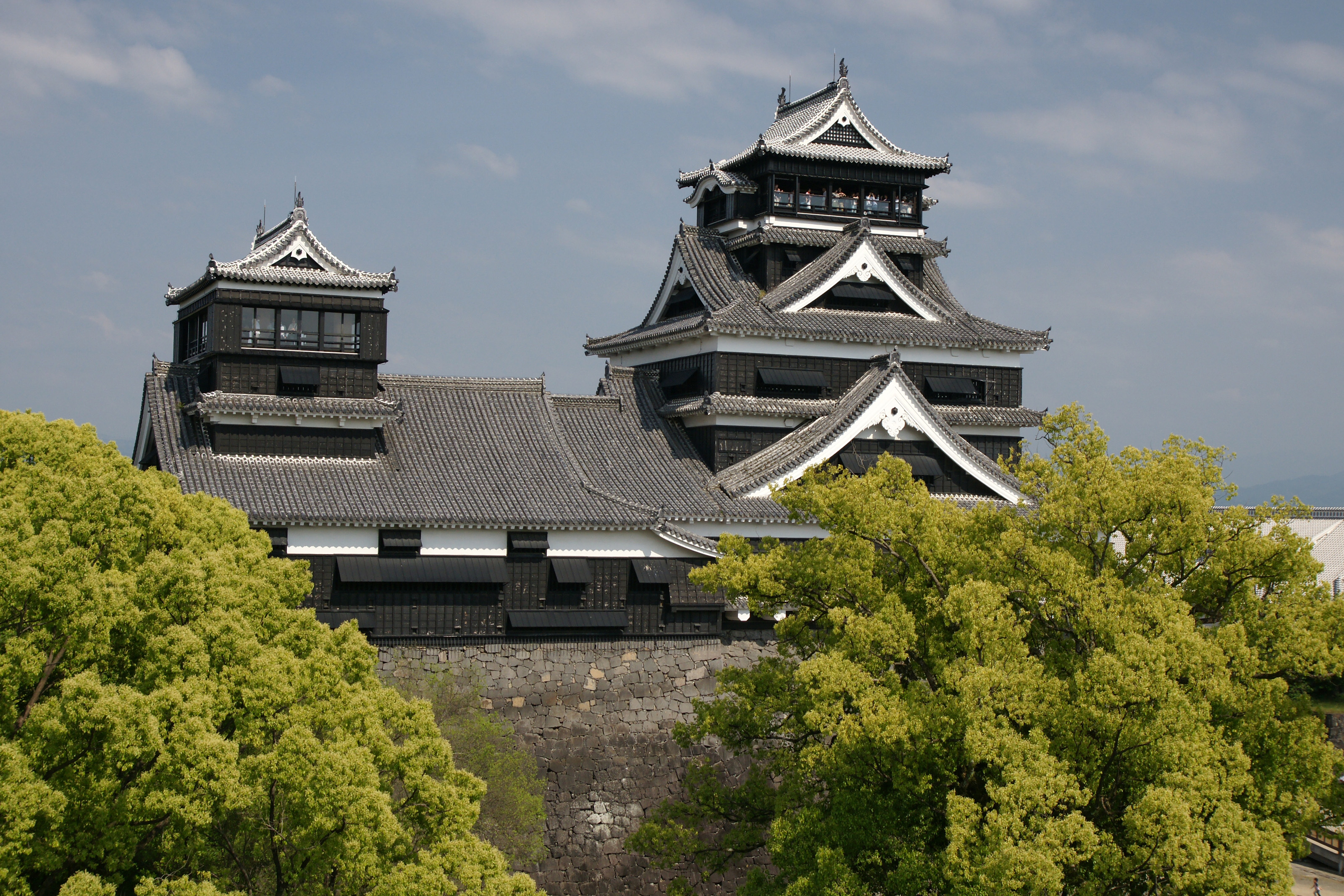
Le château de Kumamoto.

- Château de Kumamoto
- Musée préfectoral d'art de Kumamoto
- Suizen-ji Jōju-en
- Katō-jinja
- Fujisaki Hachiman-gū

## Transport publics
L'arrondissement est desservi par la ligne principale Hōhi de la JR Kyushu et les lignes Fujisaki et Kikuchi de la compagnie privée Kumaden, ainsi que par le tramway de Kumamoto.